# Zwartbruine vlekplaat
De zwartbruine vlekplaat (Panaeolus ater) is een saprofyte schimmel behorend tot de familie Galeropsidaceae. Van alle inheemse Panaeolus soorten de minst eutrafente.

## Kenmerken

### Uiterlijke kenmerken
Hoed
De hoed heeft een diameter van 1-2 cm. De kleur is donker roodbruin tot bruinzwart. De hoed is hygrofaan en verbleekt vanaf het centrum.
Lamellen
De lamellen zijn adnate aan de steel gehecht. Ze staan dicht bij elkaar. De kleur is aanvankelijk grijs-olivacous, maar wordt later gevlekt en donkerder tot zwart, waarbij de randen witachtig blijven.
Steel
De steel is (4)6 – 8(10) cm lang en 1 – 2(3) mm dik. De steel is hol, breekbaar. De kleur is naar de basis toe bruinachtig wordend na verloop van tijd. De steel is glad, wit-pruinose aan de top, verouderd licht zijdeachtig gestreept. Er is geen ring aanwezig.
Geur en smaak
Het vlees is vies, bleekgeel. De geur en smaak zijn niet onderscheiden.
Sporenprint
De sporenprint is zwartgrijs.

### Microscopische kenmerken
De sporen zijn ellipsoïde of citroenvormig en meten 10,8 — 14,2 × 6,9—9,5.

## Ecologie
Hij leeft saprotroof op humeuze bodem, vooral in niet of zwak bemeste graslanden op vochtige tot droge zandgrond. Hij is niet vermeld van mest. 

## Verspreiding
De zwartbruine vlekplaat in een Europese soort. In Nederland komt hij vrij algemeen voor. Hij staat niet op de rode lijst en is niet bedreigd.